# Зърномелачка
Зърномелачката (също метате) е древно приспособление за мелене на зърно (стриване за получаване на брашно).
Използва се от Късния палеолит както в Стария, така и в Новия свят, включително - в Китай.

## Устройство
Макар и да се различават, зърномелачките се придържат към обща форма. Те обикновено се състоят от големи камъни с гладка вдлъбната повърхност или купа, износени в горната част.
Купата се образува от непрекъснатото и продължително шлайфане (флифовка - изглаждане) на материали (дървесина, камък) с помощта на използване на гладък ръчен камък (известен като мано). Това действие се състои от хоризонтално движение, което се различава от вертикалното движение на раздробяване, използвано в хаван и пестик.
Дълбочината на купата варира, въпреки че обикновено не е дълбока. Специфичните ъгли дават възможност за усъвършенстван метод за превръщане на зърното в брашно. Горната част на камъка се използва за шлайфане на материали, например жълъди, което води до изглаждане на камъка и създаване на накъсани „трапчинки“.